# Hadromys humei
Espèce
Synonymes
- Mus humei Thomas, 1886

Statut de conservation UICN

 EN B1ab(iii)+2ab(iii) : En danger
Hadromys humei est une espèce de rongeur de la famille des muridés qui vit dans le nord de l'Inde.
On le trouve à une altitude moyenne de 900 à 1 300 mètres d'altitude. Il habite les forêts humides de feuillus et de conifères et également les forêts secondaires.
Il a été décrit par Oldfield Thomas en 1886 à partir de spécimens de la collection venant du Manipur d'Allan Octavian Hume, qui a été offerte au British Museum après que le travail et notes ornithologiques de son auteur aient été vendus par un serviteur comme déchets. Il a été nommé en son honneur. La collection possédait deux mâles et deux femelles, enregistré le 23 mars 1881 en provenance de "Moirang" (dans le Manipur), la localité type de cette espèce.